# Uapaca kirkiana
Uapaca kirkiana Müll.Arg., 1864, conosciuta comunemente come mahobohobo, è una pianta dioica appartenente alla famiglia Phyllanthaceae, originaria dell'ecozona afrotropicale, in particolare nelle foreste umide del miombo.

## Etimologia
L'epiteto specifico è stato scelto in onore dell'esploratore e naturalista Sir John Kirk (1832-1922).

## Descrizione
U. kirkiana è una pianta dioica, in genere di altezza compresa tra i 5 ed i 13 metri, con un tronco dal diametro di 15-25 cm. Le foglie sono lucide, di color verde scuro ed hanno una lunghezza di 12-36 cm ed una larghezza di 8-24 cm. Non è incline ad essere attaccata dai parassiti. Cresce in aree dove le precipitazioni annue sono superiori ai 600 mm all'anno e predilige terreni sabbiosi o ghiaiosi ben drenati, pover di materia organica; la sua presenza è indice di terreni poco adatti all'uso agricolo.

### Frutti
Gli esemplari femminili fruttificano a partire dal nono o decimo anno di vita. Il frutto è una piccola drupa di forma approssimativamente sferica, del diametro di 2-4 cm, di colore verde quando acerbo, per poi diventare giallo o marrone con la maturazione. A maturazione compiuta, il duro guscio dello spessore di 1,5 mm si apre, rivelando la polpa gialla dal sapore dolce, simile a quello della pera o della prugna. I frutti contengono solitamente dai 3 ai 5 semi e pesano tra i 5 ed i 50 grammi. I frutti sono parte integrante della dieta di alcuni animali selvatici, tra cui le scimmie.
In Shona, il nome del frutto è  mazhanje, mentre in Chichewa masuku.

## Distribuzione e habitat
Il suo habitat è costituito dalle umide foreste di miombo dell'Angola, del Congo, dello Zambia, del Burundi settentrionale, della Tanzania, del Malawi, del Mozambico centrale e settentrionale, e dello Zimbabwe.